# 儀鳳
儀鳳（676年十一月—679年六月）是唐高宗李治的第九個年号。共计4年。
儀鳳三年（678年）四月二十二日，唐朝有敕令預定明年正月一日改元為通乾，後來以「通乾」反語為「天窮」，字意不吉利，在當年十二月十日詔令停止執行。

## 改元
- 上元三年——十一月八日，改元儀鳳元年。[4][5][6][7]
- 儀鳳四年——六月三日，改元調露元年。[8][9][10][11]

## 纪年對照表
| 儀鳳 | 元年  | 二年  | 三年  | 四年  |
| ---- | ----- | ----- | ----- | ----- |
| 公元 | 676年 | 677年 | 678年 | 679年 |
| 干支 | 丙子  | 丁丑  | 戊寅  | 己卯  |

## 大事记
- 儀鳳三年，太學生魏元忠上書言「命將用兵」之得失，授秘書正字。[12]

## 出生
- 裴光庭（676年出生，也可出生於上元三年期間）
- 黑齒俊（676年出生，也可出生於上元三年期間）
- 南嶽懷讓（677年出生）
- 姚彝（677年出生）
- 許景先（677年出生）
- 餘姚縣主（677年出生）
- 張九齡（678年出生）
- 崔瑤（678年出生）
- 餘姚縣主（679年出生）
- 李憲（679年出生，也可出生於調露元年期間）
- 司馬貞（679年出生，也可出生於調露元年期間）
- 武延基（679年出生，也可出生於調露元年期間）

## 逝世
- 陳政（677年逝世）
- 張文瓘（678年9月30日逝世）

## 參看
- 中國年號索引

## 深入閱讀
- 李崇智. . 北京: 中華書局. 2004年12月. ISBN 7101025129.
- 鄧洪波. . 臺北: 國立臺灣大學東亞經典與文化研究計劃. 2005年3月  [2021-11-26]. ISBN 9789860005189. （原始内容 (pdf)存档于2007-08-25）.

| 前一年號： 上元 | 唐朝年号 676年－679年 | 下一年號： 調露 |